# André Warnod
André Warnod, né à Giromagny (Territoire de Belfort) le 21 avril 1885 et mort à Clichy (Hauts-de-Seine) le 10 octobre 1960, est un écrivain, goguettier, critique d'art et dessinateur français. Il est un témoin important de la vie artistique parisienne à Montmartre et à Montparnasse pendant les années 1910-1930.

## Biographie
André Warnod est le fils d'Édouard Warnod (1856-1893), industriel du textile à Giromagny, et d'Alice Herr (1862-1953). Son grand-père Édouard Warnod (1828-1890), époux de Laure Boigeol (1830-1916), industriel également, est président du conseil général de Belfort. André a deux frères : Robert, mort pour la France en 1916 et Pierre, époux de Lucie Mouttet, fille de Louis Mouttet.
Lorsque son père meurt à l'âge de 37 ans, sa mère s'installe à Paris au pied de Montmartre avec ses quatre enfants.
À partir de 18 ans, André Warnod fréquente assidûment la Butte Montmartre où il dessine dans les rues. Il effectue des études à l'école des Arts décoratifs puis travaille dans la publicité. Il accomplit son service militaire à Toul entre octobre 1906 et septembre 1908 au 269e régiment d'infanterie.
Il est membre  du cercle des Mortigny, fondé par Dimitri d'Osnobichine, en 1908, qui regroupe de nombreux artistes et habitués de la vie parisienne : Bernard Boutet de Monvel, Pierre Brissaud, Georges Villa, Guy Arnoux, Joë Hamman, Lucien-Victor Guirand de Scevola, Joseph Pinchon, Paul Poiret, Pierre Troisgros, Jean Routier, Henri Callot, Pierre Falize, Pierre Prunier, cercle qui fonctionne jusque dans les années 1950.
Gaston de Pawlowski, rédacteur en chef de l'hebdomadaire culturel Comœdia lui confie à partir de 1909 une chronique qui s'intitule « Petites nouvelles des lettres et des arts ». En 1910, il publie dans la même revue une série d'articles sur « le vieux Montmartre »  illustrée par ses soins puis une nouvelle rubrique « Arts décoratifs et curiosités artistiques » qu'il poursuit jusqu'en 1914.
Il collabore également à Paris journal où ses dessins d'actualité paraissent en page une de 1910 à 1912, à Paris midi pour quelques dessins d'actualité aussi (1911), ainsi qu'à la revue humoristique Le Sourire, où il signe des textes qu'il illustre lui-même (1911-1913).
André Warnod commence aussi à travailler pour l'édition dès 1911 en rédigeant et illustrant des livres consacrés au Paris pittoresque.
En août 1914, quand éclate la Première Guerre mondiale, il est mobilisé et rejoint son régiment. Porté disparu le 2 octobre, il est capturé par les troupes allemandes, et sera emprisonné à Merseburg (Allemagne),. Il est rapatrié en 1915 avec un convoi de grands blessés comme infirmier. Il est alors versé à la 22e section d'infirmiers militaires. Il sert ainsi dans les Ambulances russes, dirigées par le colonel Dimitri d'Osnobichine. Il tire de son expérience une série d'articles illustrés qui paraissent dans Le Figaro avant d'être publiés en un volume sous le titre Prisonniers de guerre. D'autres reportages illustrés sur la guerre paraissent dans L'Excelsior ou Fantasio. André Warnod se marie avec Andrée Cahen-Berr à Paris 9e le 25 août 1915,.
À partir de 1916, il commence à publier aussi des contes et des nouvelles dans L'Excelsior. Son premier roman paraît en 1919.
Dans les années 1920, André Warnod redevient le journaliste culturel qu'il était avant guerre. Il publie des « Échos et on-dit des lettres et des arts » dans l'hebdomadaire L'Europe nouvelle et collabore à nouveau à Comœdia à partir de 1922. Il se fait une spécialité des expositions et des salons qu'il chronique régulièrement. Sa signature apparaît aussi dans Le Figaro ou dans Les Annales politiques et littéraires où il tient la rubrique « Variétés » (1927-1928). Il publie également deux ouvrages, en 1925 (Les Berceaux de la jeune peinture) et 1928 (Les Peintres de Montmartre) qui font de lui un critique d'art reconnu en matière de peinture contemporaine. Dans le premier d'entre eux, reprenant en introduction un article de Comœdia publié le 27 janvier 1925, André Warnod inaugure l'appellation École de Paris pour désigner les artistes étrangers arrivés à Paris au début du XXe siècle.

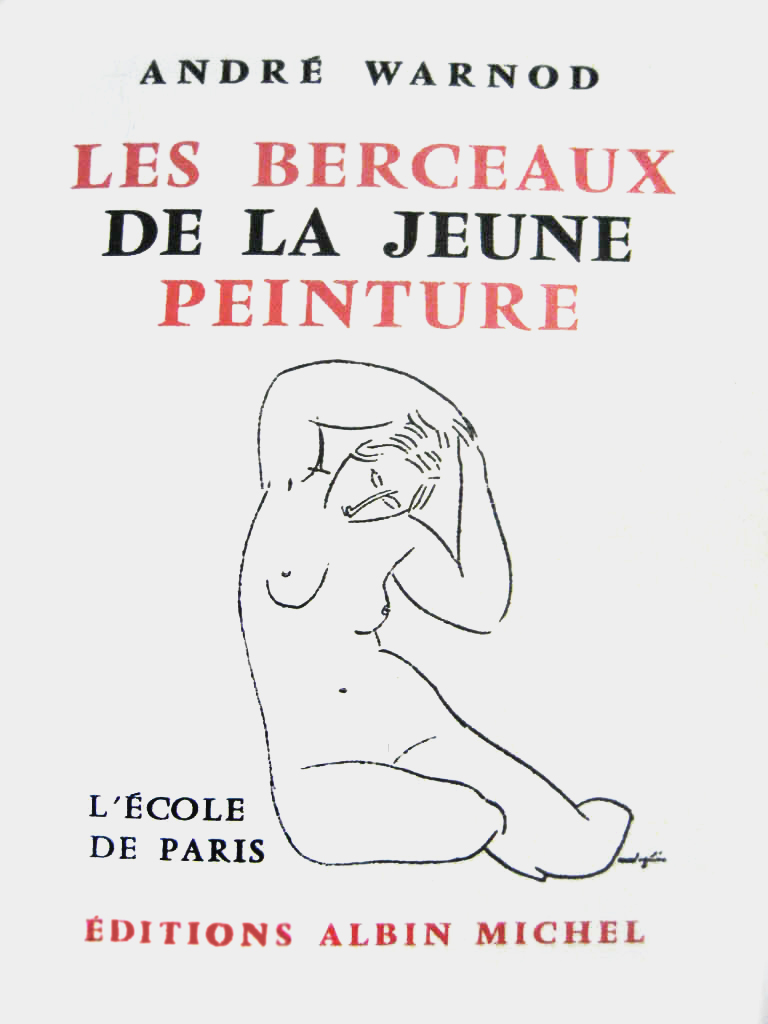
Les berceaux de la jeune peinture par André Warnod (1925), couverture de Modigliani.

André Warnod fait partie, aux côtés d'autres personnalités connues ou moins connues, de la goguette du Cornet.
Dans les années 1930, il renoue avec sa carrière de dessinateur de presse. On retrouve sa signature dans les magazines Paris sex-appeal (1933-?) et Mon Paris (1935-?). En 1934, il publie un premier roman policier aux éditions du Masque. À la fin de la décennie, il se lance dans l'édition radiophonique en intervenant sur Radio Cité puis sur Radio-Paris et Radio Luxembourg.
Durant la Seconde Guerre mondiale, André Warnod se réfugie à Lyon. Il y publie un roman historique sur Cartouche et deux nouveaux romans policiers.
Après la guerre, il revient à la critique d'art et collabore à la revue Arts. Il produit aussi plusieurs émissions pour la radio parisienne avec Maurice Yvain. À la fin de sa vie, il publie deux recueils de souvenirs.
André Warnod meurt le 10 octobre 1960 à Clichy.

## André Warnod dessinateur
Dans un article de Comœdia du 3 février 1914, André Warnod revendique son appartenance à ce qu'il appelle les « dessinateurs express » qui opèrent en public. S'il est considéré par le Dico Solo comme un piètre dessinateur, le critique Yves Frémion voit en lui un des initiateurs du dessin de presse moderne : « juste l'idée, le dépouillement absolu ». Le critique Jacques Baudou est frappé par « la justesse des attitudes [et] des postures » de ses dessins. Les dessins de guerre d'André Warnod font l'objet d'un livre publié par sa fille Jeanine Warnod en 2014 et d'une exposition au Musée Zadkine des Arques (Lot) la même année.

## Distinctions
- Chevalier de la Légion d'honneur (1926)[13]

## Principales publications
Ne figurent dans cette liste que les ouvrages imprimés de plus de 50 pages.

### Essais illustrés sur Paris
- 1911 : Le Vieux Montmartre, Figuière, 211 p.
- 1913 : Bals, cafés et cabarets, Figuière, 355 p.
- 1913 : Les Vieilles Enseignes de Paris, texte de Charles Fegdal, Figuière, 249 p.
- 1914 : La Brocante et les petits marchés de Paris, Figuière, 208 p.
- 1920 : Les Plaisirs de la Rue, L'Édition française illustrée (éfi), 288 p.
- 1922 : Les Bals de Paris, Georges Crès, XII-328 p.
- 1922 : Choses et gens des Halles, texte de Charles Fegdal, Éditions Athéna, 250 p.
- 1926 : Les Fortifs : promenades sur les anciennes fortifications et la zone, illustrations de Serge-Henri Moreau, Éditions de l'Éfi, 72 f.
- 1930 : Visages de Paris, préface de Jean de Castellane, Firmin-Didot, VI-372 p.
- 1936 : Pensions de famille et autres, L. Querelle, 285 p.

### Témoignages illustrés
- 1915 : Prisonnier de guerre, notes et croquis rapportés d'Allemagne : 60 dessins de l'auteur, Charpentier et Fasquelle, 189 p. [lire en ligne]
- 1918 : Petites images du temps de guerre, Berger-Levrault, 338 p.

### Romans
- 1919 : Lily, modèle : roman de Montmartre, Édition française illustrée, 227 p.
- 1920 : Miquette et ses deux compagnons, Édition française illustrée, 231 p.
- 1922 : La Belle sauvage, Albin Michel, 192 p.
- 1925 : Trois petites filles dans la rue, illustrations de Jules Pascin, Édition de la Fanfare de Montparnasse, 63 p.
- 1928 : Lina de Montparnasse, Nouvelle revue critique, 221 p.
- 1928 : Pépée ou la Demoiselle du Moulin-Rouge, A. Quignon, 192 p.
- 1929 : Pour l'amour de Loulette, Nouvelle revue critique, 255 p.
- 1934 : Le Chèque volé : roman policier, Librairie des Champs-Élysées, 254 p.
- 1944 : Cartouche bandit parisien, suivi de Rose Blanchon convulsionnaire, deux enfants de Paris sous Louis XV : romans historiques, Lyon, Éditions Lugdunum, 276 p.
- 1945 : Allo, allo, ici la mort !, Lyon, Gutenberg, 136 p.

### Critique d'art
- 1925 : Les Berceaux de la jeune peinture : Montmartre, Montparnasse, Albin Michel, 288 p.
- 1925 : Gavarni, éditions Rieder, 63-40 p.
- 1928 : Les Peintres de Montmartre, Gavarni, Toulouse-Lautrec, Utrillo, La Renaissance du livre, 184 p.
- 1947 : Ceux de la Butte, Julliard, 291 p.

- 1947 : La Vraie Bohème de Henri Murger, Paul Dupont, 241 p.
- 1954 : Pascin, préface de Pierre Mac Orlan, Monte-Carlo, A. Sauret, 101 p.
- 1958 : Grau-Sala, collaboration de René Héron de Villefosse et Pierre Duriage, A. Weber, 60 p.

### Souvenirs
- 1955 : Fils de Montmartre, Fayard, 296 p.
- 1960 : Drôle d'époque, Fayard, 255 p.

## Documentation
Une partie de ses archives est déposée à l'Institut national d'histoire de l'art, une autre à l'Institut mémoires de l'édition contemporaine.